# Grif (maison d'édition)
Cet article possède des paronymes, voir Griffe, Griff et GRRIF.
Pour les articles homonymes, voir Grif (homonymie).

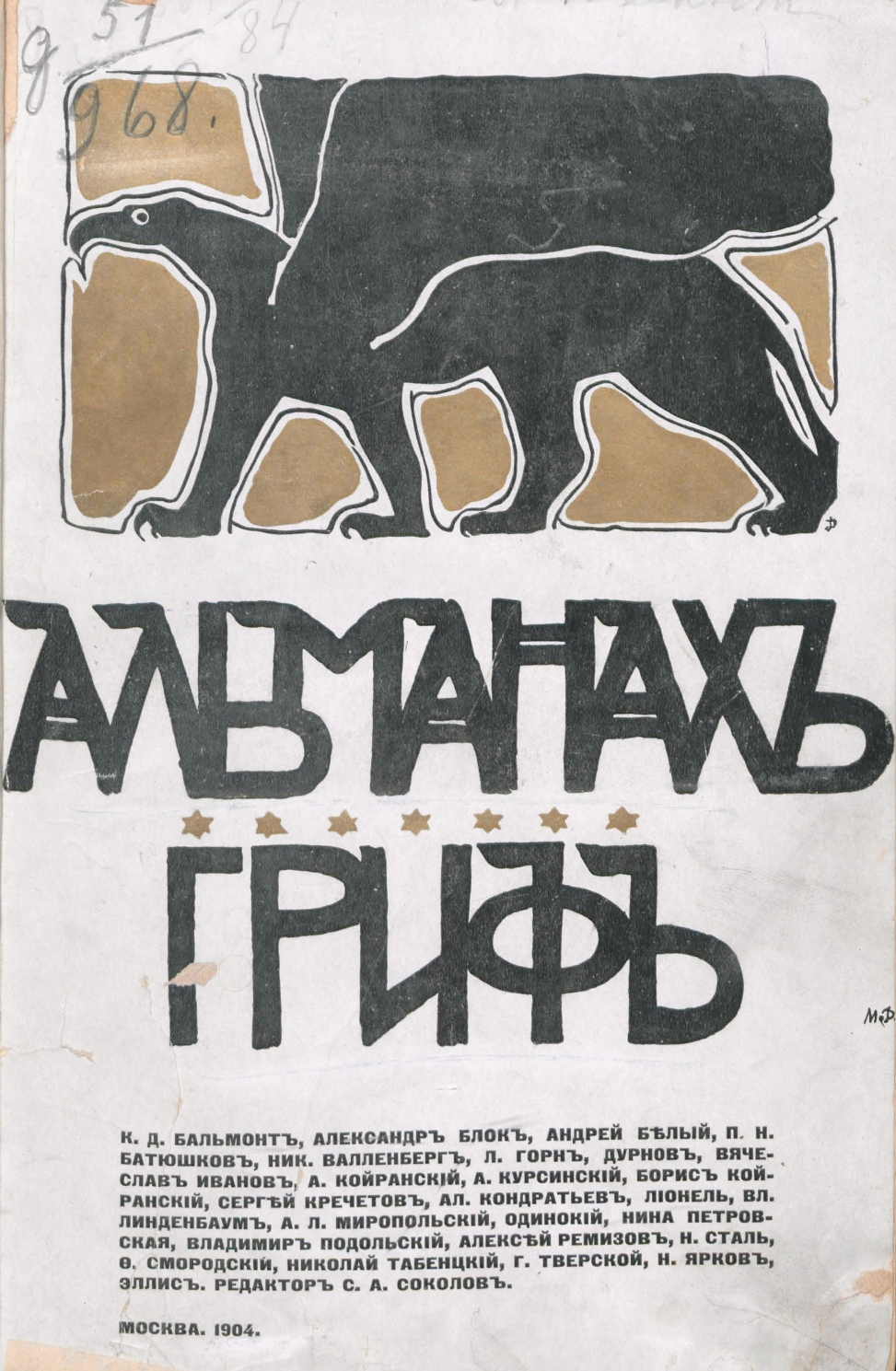
Couverture de l'almanach Grif (1904).

Grif (en russe « Гриф ») est une maison d'édition de Moscou, fondée par Sergueï Sokolov-Kretchetov, aussi rédacteur en chef qui publiait sous le pseudonyme de Sergueï Kretchetov.
Le groupe mystico-religieux du mouvement du symbolisme russe était attaché à cette maison d'édition, en opposition à l'esthétisme du groupe de Valéri Brioussov des « Éditions Scorpion ». Autour de Grif gravitaient aussi les « jeunes symbolistes », du groupe des « Argonautes ».
L'almanach paraît 4 années (1903, 1904, 1905, 1914), avec la participation d'Andreï Biély, Alexandre Blok, Viatcheslav Ivanovitch Ivanov, Alexandre Kobylinski (dit Elissa), Constantin Balmont, Modeste Durnov, Alexandre Koursinski et d'autres auteurs. La première publication des vers de Biély et de Blok est faite dans l'almanach de 1903. « Grif » publie également le premier recueil de Blok, les livres de Biély, de Balmont, d'Innokenti Annenski et d'une série d'autres auteurs de tendance symboliste, dont le rédacteur de la revue lui-même, Sergueï Sokolov-Kretchetov.